# H-alfa

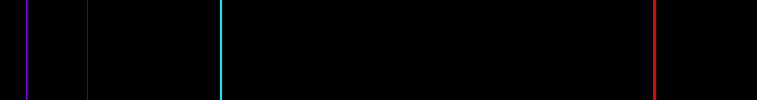
Dintre cele patru linii din seria Balmer, linia H-alfa este linia roșie din dreapta.

În fizică și astronomie, Hα, cunoscută și sub numele de H-alfa, este o linie de emisie a atomului de hidrogen situată în spectrul vizibil la 656,3 nanometri. Ea corespunde unei tranziții între nivelurile energetice principale n = 3 și n = 2.

## Niveluri electronice
Conform modelului lui Bohr, electronii populează niveluri de energie cuantificate în jurul nucleului atomului. Aceste niveluri de energie sunt descrise de numărul cuantic principal n' = 1, 2, 3... Electronii se pot găsi numai în aceste niveluri de energie și nu pot face tranziții decât către aceste niveluri.
Seria de tranziții de la nivelurile în care n ≥ 3 spre n = 2 se numește seria Balmer, iar tranzițiile sale sunt denumite cu litere grecești: 
- n = 3 → n = 2 : Balmer-alfa sau H-alfa;
- n = 4 → n = 2 : H-beta ;
- n = 5 → n = 2 : H-gamma etc.

Tranzițiile spre nivelul n = 1 formează seria Lyman ale cărei nume sunt:
- n = 2 → n = 1 : Lyman-alfa;
- n = 3 → n = 1 : Lyman-beta;
- n = 5 → n = 1 : Lyman-epsilon etc.

## Descriere
Linia H-alfa este situată la o lungime de undă de 656,3 nanometri, în partea roșie a spectrului vizibil. Studierea acestei linii este cel mai simplu mod în care astronomii pot urmări conținutul de hidrogen ionizat din norii de gaz.
Deoarece energia necesară pentru a ioniza hidrogenul este aproape aceeași cu cea necesară pentru a muta un electron de la nivelul n = 1 la nivelul n = 3, probabilitatea ca un electron să nu fie expulzat din atom, ci să se deplaseze la nivelul n = 3 este foarte mică. Cu toate acestea, după ionizare, electronul și protonul se vor recombina pentru a forma un nou atom de hidrogen. În acest nou atom, electronul se poate afla pe oricare dintre nivelurile energetice și apoi poate ajunge în cascadă la nivelul fundamental (n = 1), emițând un foton la fiecare tranziție. S-a calculat că aproximativ jumătate din aceste cascade includ tranziția de la n = 3 la n = 2, moment în care atomul va emite linia H-alfa. Această linie este emisă imediat după ce atomul ionizat a recuperat un electron și încetează să mai fie ionizat.
Această linie H-alfa se saturează foarte repede, deoarece hidrogenul este componenta principală a nebuloaselor. Prin urmare, această linie poate fi utilizată cu ușurință pentru a determina forma și dimensiunea norilor, dar nu poate fi utilizată pentru a determina cantitatea de hidrogen conținută în nor. Pe de altă parte, molecule precum dioxidul de carbon, monoxidul de carbon, formaldehida, amoniacul etc. pot fi folosite pentru a determina masa unui nor de gaz.

## Utilizare practică
Filtrele care selectează această linie sunt adesea folosite pentru a observa Soarele (pentru protuberanțe) sau în astrofotografie pentru a evidenția prezența hidrogenului în nebuloase. Ele pot fi utilizate în focar (mai scumpe) sau în ocular (mai ieftine).

## Filtre H-alfa
Un filtru H-alfa este construit pentru a transmite o bandă îngustă de lumină centrată, în general, pe lungimea de undă a liniei[3]. Acesta este un filtru trece-bandacare selectează lățimea benzii care urmează să fie transmisă.